# Ventana (Arizona)
Ventana es un lugar designado por el censo ubicado en el condado de Pima en el estado estadounidense de Arizona. En el Censo de 2010 tenía una población de 49 habitantes y una densidad poblacional de 18,24 personas por km².

## Geografía
Ventana se encuentra ubicado en las coordenadas 32°28′5″N 112°14′36″O / 32.46806, -112.24333. Según la Oficina del Censo de los Estados Unidos, Ventana tiene una superficie total de 2.69 km², de la cual 2.69 km² corresponden a tierra firme y (0%) 0 km² es agua.

## Demografía
Según el censo de 2010, había 49 personas residiendo en Ventana. La densidad de población era de 18,24 hab./km². De los 49 habitantes, Ventana estaba compuesto por el 0% blancos, el 0% eran afroamericanos, el 100% eran amerindios, el 0% eran asiáticos, el 0% eran isleños del Pacífico, el 0% eran de otras razas y el 0% pertenecían a dos o más razas. Del total de la población el 4.08% eran hispanos o latinos de cualquier raza.